# Gymnosporia matoboensis
Gymnosporia matoboensis là một loài thực vật có hoa trong họ Dây gối. Loài này được Jordaan mô tả khoa học đầu tiên năm 2006.